# Sergey I. Bozhevolnyi
Sergey I. Bozhevolnyi (russisk: Сергей Иосифович Божевольный, født 19. juni 1955) er en russisk-dansk fysiker og professor og leder af Centret for Nanooptik på Syddansk Universitet.

## Uddannelse og karriere
Bozhevolnyi er vokset op i landsbyen Kopanskaya, Yeysky Distrikt, Krasnodar Krai,USSR. Han voksede op i en familie, hvor forældrene underviste i fysik og matematik. I 1978 dimitterede han fra Moscow Institute of Physics and Technology, med en Master of Science-grad i fysik. I 1981 tog han en ph.d.-grad fra samme universitet med afhandlingen "Studie af elektrooptiske modulatorer og deflektorer baseret på diffuse bølgeledere i LiNbO₃". I 1998 tog han en doktorgrad i naturvidenskab ved Aarhus Universitet Danmark, med afhandlingen "Subwavelength apertureless light confinement".
- 1981—1989 Lektor ved Yaroslavl Polytechnic Institute, Rusland
- 1990—1991 Leder af sektionen for optiske teknologier, Institut for Mikroelektronik, Det Russiske Videnskabsakademi, Yaroslavl, Rusland
- 1987 og 1991 gæsteforsker ved Fysik og Nanoteknologi, Aalborg Universitet, Danmark. Fra 1992 lektor og fra 2003 professor ved samme Institut
- 1998—2001 Lektor ved Center for Mikroelektronik, Danmarks Tekniske Universitet, Danmark
- 2001—2004 Teknisk chef ved Micro Managed Photons A/S, Danmark
- Fra 2008 Professor i nanooptik og fra 2013 også leder af Center for Nanooptik ved Syddansk Universitet, Odense, Danmark[2]

I 2006 grundlagde han sammen med Alexander Tishchenko fra Jean Monnet University, Laboratorie for Nanooptik og Plasmoner, på Moscow Institute of Physics and Technology.
Siden 2017 er Bozhevolnyi på listen over de mest citerede forskere.

## Publikationer
Sergey Bozhevolnyi har fået udgivet mere end 600 peer-reviewed artikler, både som 1. forfatter og medforfatter. Han har udgivet 14 kapitler i videnskabelige bøger, og hans forskning har medført 13 patenter.
Hans h-indeks var 84 og 100 pr. 28. november 2024.

## Hæder
- 2007: Valgt som medlem af Optical Society of America for hans banebrydende bidrag til nærfeltsoptik og plasmonik indenfor nanostrukturer.
- 2009: Fyens Stiftstidendes Forskerpris[6]
- 2011: Valgt som medlem af Danmarks Naturvidenskabelige Akademi[7]
- 2019: Villum Kann Rasmussens Årslegat til Teknisk og Naturvidenskabelig Forskning[8]
- 2019 Danish Optical Society Senior Award [9] givet for hans enestående indsats til grundlæggelsen og udvikling, af nanooptikforskningen i Danmark.
- 2019: Valgt som medlem af Akademiet for de Tekniske Videnskaber
- 2020: Modtager af 2020 EPS-QEOD Prize for ‘Research in Laser Science and Applications Arkiveret 6. november 2021 hos  Wayback Machine
- 2024: Udnævnt af Hans Majestæt Kongen den 23. oktober 2024 til Ridder af Dannebrogordenen[10]